# Monti Spīn Ghar
I monti Spīn Ghar («Montagne Bianche» in pashto), note in dari come Safīd Kūh, sono una catena montuosa che forma un confine naturale tra Pakistan e Afghanistan, estendendosi in direzione est-ovest per 160 km tra la valle di Peshāwar (Pakistan) e la valle di Lowrah (Afghanistan). Il confine tra i due paesi corre lungo il crinale della catena, che raggiunge un'altezza di 4760 m nel settore occidentale, nel punto in cui il confine volge verso sud. 
La catena forma una muraglia quasi ininterrotta di 4.300 m che svetta sopra le colline circostanti. Essa separa il bacino del fiume Kābul (a nord, situato quasi interamente in Afghanistan) dalle regioni del Kurram e del Tīrāh degli Afridi (a sud, per lo più in Pakistan). Fatta eccezione per una stretta gola scavata dal fiume Kābul, che irrompe attraverso le montagne per scorrere verso est fino a unirsi all'Indo, la catena si congiunge direttamente al ramo degli Shandūr del sistema montuoso dell'Hindu Kush. 
Il celebre e strategico passo Khyber è situato nel settore orientale di questi monti. Gli speroni settentrionali della catena sono estremamente brulli, ma le vallate intermedie consentono la coltivazione di campi e giardini ove crescono gelsi, melograni e altri alberi da frutta. La catena principale e le zone superiori degli speroni sono ricoperte da boschi di pini e cedri dell'Himalaya.